# Ян Чэнь
Ян Чэнь (кит. трад. 杨晨, упр. 楊晨, пиньинь Yáng Chén; род. 17 января 1974, Пекин) — китайский футболист, игравший на позиции полузащитника, и тренер.

## Клубная карьера
Профессиональную карьеру начал в 1993 году за команду «Бэйцзин Гоань», в которой провел четыре сезона, приняв участие в 41 матче чемпионата. В 1998 году на правах краткосрочной аренды отправился в состав немецкого клуба «Вальдхоф», в котором молодой нападающий продемонстрировал свой талант. Своей игрой за эту команду привлек внимание представителей тренерского штаба клуба «Айнтрахт», в состав которого присоединился в 1998 году за 1 000 000 немецких марок. Будучи первым китайским футболистом, который выступал в Бундеслиге, он полностью раскрылся в чемпионате и отметился 7 голами и помог своему клубу избежать вылета во Второй Бундеслигу. В 2000 году стал футболистом года в Китае. К тому времени его выступления во Франкфурте были успешными, пока в сезоне 2000/01 не пришел новый тренер Феликс Магат, после чего Ян Чэнь потерял свое место в команде и был переведён на позицию правого полузащитника. Поэтому китайский игрок перешел в «Санкт-Паули» со Второй Бундеслиги, чтобы обеспечить себе место в национальной сборной в рамках подготовки к чемпионату мира по футболу. Сыграл за франкфуртский клуб следующие четыре сезона.
Ян Чэнь вернулся в родную страну и подписал контракт с «Шэньчжэнь Цзяньлибяо», где под руководством тренера Чжу Гуанху снова набрал свою лучшую форму и в 2004 году вместе с командой стал победителем китайской Суперлиги. После того как Чжу Гуанху ушел тренером в национальную сборную, в клубе его заменил Чи Шаньбин, который вступил в конфликт с Ян Чэньем и несколькими другими игроками. В течение сезона 2005 года происходили многочисленные ссоры между руководством и игроками клуба. Руководство решило отказаться от услуг тренера и продать нескольких игроков команды, включая и Ян Чэнья. Он решил присоединиться к «Сямынь Ланьши», но уже в 2007 году она была расформирована, а игрок решил завершить карьеру.

## Карьера за сборную
В 1998 году дебютировал за национальную сборную Китая. Два года спустя Бора Милутинович вызвал его в сборную для участия в Кубке Азии. На том турнире китайская сборная заняла 4-е место, а Ян Чэнь сыграл в всих матчах сборной и отметился 3 голами. В 2002 году Ян попал в список из 23-х игроков для участия на "мундиале". Его сборная на групповом этапе заняла 4-е место и не квалифицировалась для участия в следующей стадии, а Чэнь сыграл в 2 матчах на турнире. В течение карьеры в национальной команде, которая длилась 10 лет, провел в форме главной команды страны 35 матчей, забив 11 голов.

### Голы за сборную
| Гол | Дата            | Место            | Соперник  | Счет | Результат | турнир                        |
| --- | --------------- | ---------------- | --------- | ---- | --------- | ----------------------------- |
| 1   | 2 декабря 1998  | Бангкок, Таиланд | Камбоджа  | 1-0  | 4–1       | Летние Азиатские игры 1998    |
| 2   | 2 декабря 1998  | Бангкок, Таиланд | Камбоджа  | 3-0  | 4–1       | Летние Азиатские игры 1998    |
| 3   | 2 декабря 1998  | Бангкок, Таиланд | Камбоджа  | 4-0  | 4–1       | Летние Азиатские игры 1998    |
| 4   | 10 декабря 1998 | Бангкок, Таиланд | Оман      | 6-1  | 6–1       | Летние Азиатские игры 1998    |
| 5   | 7 октября 2000  | Амман, Иордан    | Иордания  | 1–0  | 1–1       | Товарищеский матч             |
| 6   | 16 октября 2000 | Триполи, Ливан   | Индонезия | 3–0  | 4–0       | Кубок Азии 2000               |
| 7   | 23 октября 2000 | Бейрут, Ливан    | Катар     | 3–0  | 3–1       | Кубок Азии 2000               |
| 8   | 26 октября 2000 | Бейрут, Ливан    | Япония    | 2–1  | 2–3       | Кубок Азии 2000               |
| 9   | 22 апреля 2001  | Сиань, Китай     | Мальдивы  | 7–0  | 10–1      | Квалификация на ЧМ 2002       |
| 10  | 13 мая 2001     | Куньмин, Китай   | Индонезия | 2–1  | 5–1       | Квалификация на ЧМ 2002       |
| 11  | 10 декабря 2003 | Канагава, Япония | Гонконг   | 3–0  | 3–1       | Чемпионат Восточной Азии 2003 |

## Достижения

### «Шэньчжэнь Цзяньлибяо»
- Чемпион Китая: 2004

## Фильмография
| Год  | Название    | Примечание |
| ---- | ----------- | ---------- |
| 2016 | Running Man | 283 эпизод |